# 新任天堂2DS LL
新任天堂2DS LL/XL是任天堂發售的掌上遊戲機，亦是新任天堂3DS系列的第六款掌上遊戲機。2017年7月13日在日本發售，北美則於2017年7月28日發售。
新任天堂2DS XL與任天堂2DS不同的是，此款採用與任天堂3DS相同的折疊式設計，其餘按鈕設計和規格均與新任天堂3DS相同，與上一代一樣兼容3DS遊戲，並且沒有裸視3D功能。
新任天堂2DS XL/LL與新任天堂3DS相同，內建可以與amiibo連線的NFC功能。
新任天堂2DS LL/XL是任天堂3DS家族的生命週期中，最後一款所發表的產品。任天堂於2020年9月宣佈包括本產品在內的3DS家族產品全線停止生產。

## 顏色與限定版本
- 黑X藍
  - 日本地區：2017年7月13日
- 白X黃
  - 日本地區：2017年7月13日
- 《勇者鬥惡龍XI 追尋逝去的時光》迷路金屬史萊姆限定版
  - 日本地區：2017年7月29日
- 黑X萊姆綠
  - 日本地區：2017年10月8日
- 白X薰衣草紫
  - 日本地區：2017年10月8日